# Булета (Валча)
Булета (рум. Buleta) насеље је у Румунији у округу Валча у општини Михаешти. Oпштина се налази на надморској висини од 231 m.

## Становништво
Према подацима из 2002. године у насељу је живело 949 становника, од којих су сви румунске националности.